# Francisco Serrão
Francisco Serräo, död 1521, var en portugisisk sjöfarare och släkting till Ferdinand Magellan. Båda deltog i erövringen av Malacka 1511. Serrão utsågs till kapten på ett av tre skepp på en upptäcktsfärd till kryddöarna under befäl av António Abreu. Han blev sedan kvar på ön Ternate som rådgivare åt sultanen. Han kommunicerade med Fernão de Magalhães och andra portugisiska sjöfarare om rikedomen på kryddor, vilket ledde till att handel med Portugal etablerades. Serrão dog 1521 några månader innan den första världsomseglingen nådde fram till kryddöarna.

## Bakgrund
På 1400-talet började de stora europeiska upptäcktsresor. Spanien och Portugal tog ledningen och motivet var både religiöst och ekonomiskt. Båda länderna styrdes av katolska kungahus som bedrev korståg mot morerna, som efter 700 år hade drivits ut från Iberiska halvön. 
Muslimska handelsmän kontrollerade karavanlederna i Afrika och sidenvägen till Kina. Arabiska sjöfarare handlade obehindrat vid Indiska oceanens kuster från Moçambique i Afrika till Sundaöarna i Indonesien. Ottomanska riket erövrade Konstantinopel 1453 och kontrollerade därefter sjöfarten i större delen av Medelhavet. Påve Nicolaus V gav Spanien och Portugal mandat att föra ett nytt korståg och omvända judar och muslimer till den kristna tron. 
Henrik Sjöfararen (1395-1469) utvecklade navigationskonsten och skeppsbyggnad av oceangående fartyg i Portugal. Christoffer Columbus från Genua drömde om att finna sjövägen till Indien genom att resa västerut. Påve Alexander VI delade 1494 upp världen med en meridian från pol till pol mitt i Atlanten (se Tordesillasfördraget 1494). Allt land väster därom skulle tillfalla spanska kungahuset och land öster därom Portugal.

## Resor till Sydostasien
Francisco Serrão och hans kusin Fernando Magellan gick till sjöss cirka 1500. År 1505 skickades Magellan till Indien för att installera Francisco de Almeida som portugisisk vicekonung. Det är inte känt huruvida Serrão tjänstgjorde i Portugisiska Indien under de följande åren. Men de möttes åter under expeditionen till Malacka år 1509. 

### Handelsresor till Malacka
Den lukrativa handeln med kryddor och andra rikedomar utfördes av arabiska sjöfarare. I öster måste handelsfartyg passera Malackasundet och varorna kom till Europa via Röda Havet och såldes i Venedig till skyhöga priser.
Den portugisiske kungen Manuel I skickade ut Diego Lopez de Sequeira för att söka upp sultanen i Malacka och försöka få till ett handelsavtal. En expeditionen med fyra skepp startade 1509 under ledning av Amiral Sequeira med styrmännen Magellan och Serrão.
Delegationen blev väl mottagen av sultan Mahmud Shah. Men i hovet fanns en grupp muslimer som varit i Goa samtidigt som Vasco da Gama. De kunde berätta hur portugiserna hade beskjutit och satt eld på ett fartyg med pilgrimer på väg till Mecka. Portugiser var grymma och opålitliga. Sultanen beordrade därför sina soldater att kapa fartygen och tillfångata eller döda portugiserna. Magellan uppfattade detta och varnade Sequeira och sin frände Serrão och de fyra karavellerna kunde segla ut oskadda. Men många portugiser hamnade i sultanens fängelse.  Expeditionen återvände till portugisiska Indien.

### Erövringen av Malacka
I början av 1500-talet var staden Malacka en storstad i östern. Handel mellan Kina och Japan till Indien och Europa passerade Malackasundet. År 1511 beordrades Alfonso de Albuquerque, ny vicekung i Indien, att utrusta en flotta och erövra Sultanatet Malacka. Han ledde en eskader med 14 skepp, 900 soldater och 200 hinduiska legosoldater och seglade österut i april. Magellan och Serrão var kaptener på var sitt skepp. Vid ankomsten till det strategiska sundet begärde Albuquerque att de portugisiska fångarna omedelbart skulle friges. Men sultanen ville vinna tid för att förstärka stadens försvar. Den 25 juli attackerades sultanens huvudstad Malacka. Men trots att en viktig bro intogs och delar av staden sattes i brand höll sultanens trupper stånd. 
Portugiserna hyrde kinesiska djonker som ankrat i hamnen. Antonio Abreu seglade i hemlighet uppför floden med en styrka och kunde därmed attackerade sultanens styrkor från två håll. Staden kunde sedan intas den 10 augusti och sultanen flydde till provinsen Riau på Sumatra.
Det blev ett rikligt krigsbyte. Magellan förvärvade en malajisk slav som blev tjänare och tolk på fortsatta resor. 
Albuquerque planerade en upptäcktsresa till kryddöarna och gav Abreu tre skepp att utrusta och segla österut. Serrão blev utsedd till kapten på fartyget Sabaia. Magellan erbjöd sig att bli kapten på det tredje skeppet, men blev återkallad till den större eskadern som skulle återvända till portugisiska Indien. På vägen råkade de ut för en storm och flera fartyg och en stor del av krigsbytet gick förlorat.

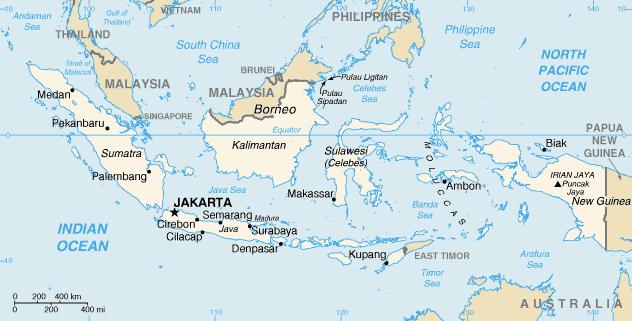
Abreus expedition färdades från Malackasundet till Ambon.

### Till Moluckerna
Upptäcktsresan till Moluckerna startade år i december 1512 med tre skepp under befäl av António de Abreu. Med på expeditionen var den portugisiske kartografen Franscisco Rodrigues och en mästerlots från Java som kände havet omkring Sundaöarna. Under ett uppehåll i Java hade Serrão gift sig med en javanesisk kvinna som sedan följde med på hans fartyg. Färden gick sedan vidare österut och norr om Timor styrde skeppen upp mot ön Ambon. I början av 1512 anlände expeditionen till de mytomspunna Bandaöarna och efter en månad hade de fyllt fartygen med muskot och kryddnejlikor. Expeditionen köpte en djonk av en kinesisk handelsman. 
Vid återfärden råkade Sabaia ut för en stormby och drev upp på den lilla ön Hitu. Serrão och nio portugiser och lika många indoneser klarade sig. De kunde sedan överta djonken, men var tvungna att resa norrut till ön Ternate. Portugiserna kunde hjälpa Sultanen Bayan Sirrullah som låg i fejd med grannön Tidore och tog tacksamt emot den portugisiske sjöfararen med legosoldater. Abreu med två skepp och en värdefull last återvände till det portugisiska Malacka i december 1512.

## I sultanens tjänst
Efter konflikten mellan öarna Ternate och Tidore blev Serräo rådgivare åt sultanen och fick lön och en fin bostad. Han blev kvar på Ternate och korresponderade via portugisiska Malacka med Magellan och kunde beskriva arkipelagen och naturresurserna och inte minst Bandaöarnas rikedom på kryddor. Dessa dokument kunde Magellan använda för att övertyga den spanske kungen Carlos V att finansiera en resa över Atlanten runt Sydamerika för att kunna konkurrera med Portugal om dessa rikedomar.
Francisco Serrão dog 1521 på Ternate ungefär samtidigt som Magellan, som hunnit till Filippinerna rakt norr om Moluckerna. Sultan Bayan dog samma år och det kan ha berott på en komplott i sultanens hov.<refW>

## Galleri

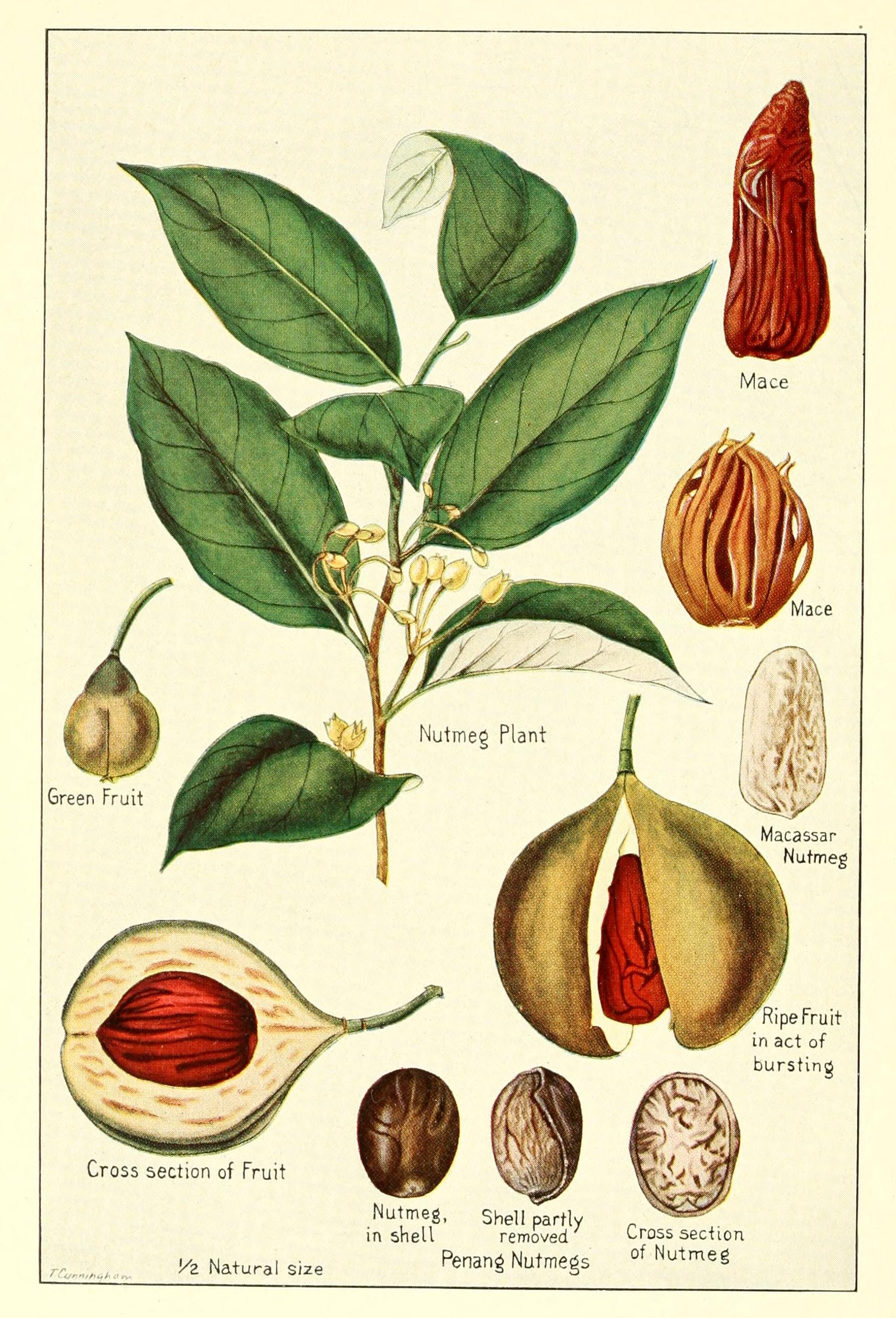
Muskot, muskotblomma
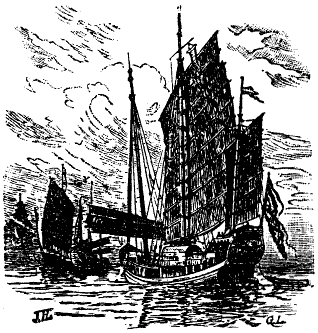
Djonk, Nordisk familjebok
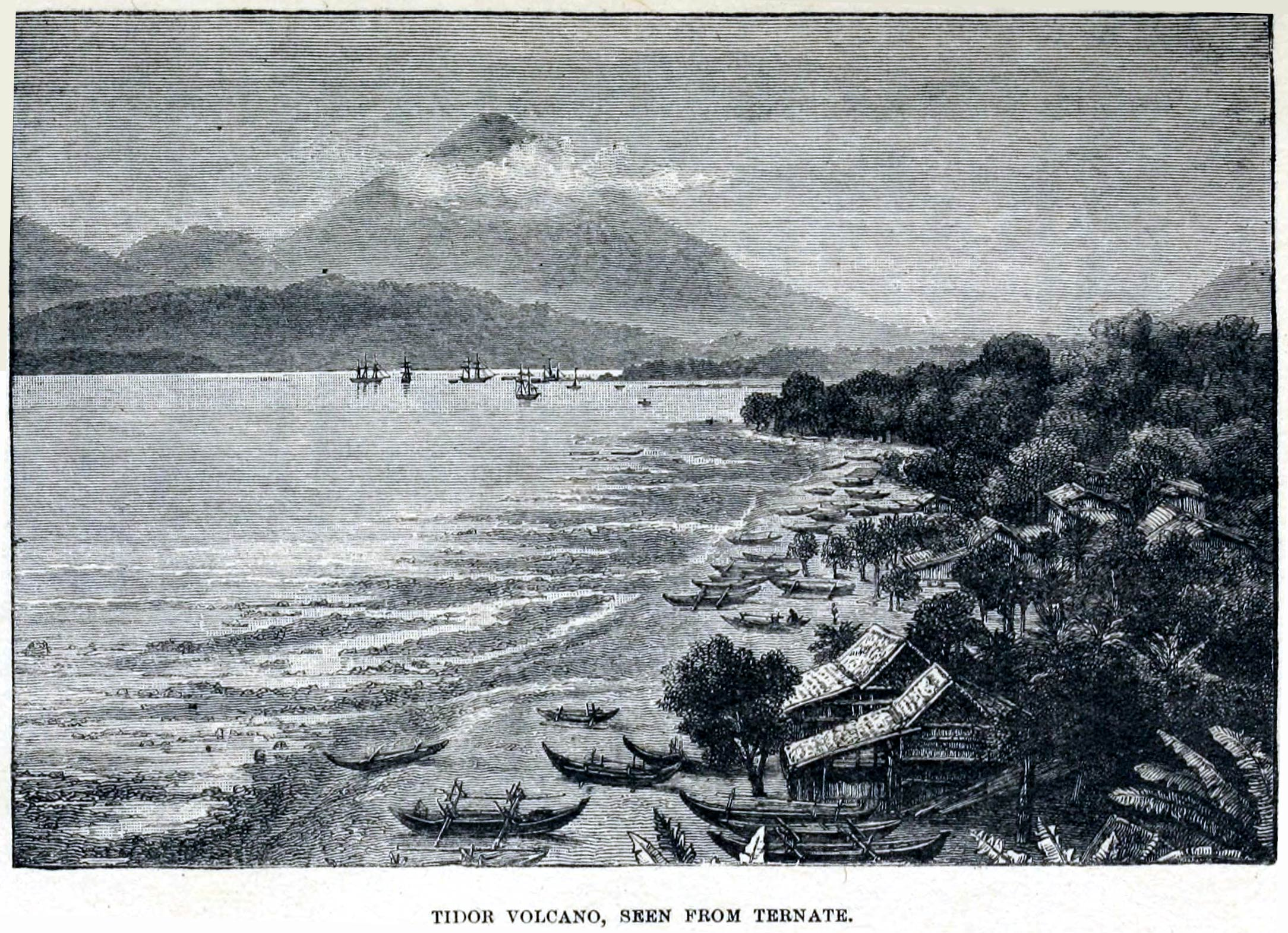
Ternate i Moluckerna i början på 1500-talet)